# Marcelo Barovero
Marcelo Alberto Barovero (Porteña, 18 febbraio 1984) è un ex calciatore argentino, di ruolo portiere.

## Carriera
Barovero cominciò la sua carriera nell'Atlético de Rafaela nel 2003 e restò nella squadra fino al 2007, quando si trasferì all'Huracán.
Successivamente, nel 2009, vinse il Clausura con il Velez Sarsfield grazie alla vittoria casalinga con l'Huracán.
Nel 2012 si trasferì al River Plate, appena ritornato in Primera División dopo la retrocessione in Primera B Nacional.

## Palmarès

### Competizioni nazionali
- Primera B Nacional: 1

Huracán: 2006-2007
- Campionato argentino: 4

Vélez Sarsfield: Clausura 2009, Clausura 2011, Inicial 2012
River Plate: Final 2014
- Coppa d'Argentina: 1

River Plate: 2015-2016
- Campionato messicano: 1

Monterrey: Apertura 2019

### Competizioni internazionali
- Coppa Libertadores: 1

River Plate: 2015
- Coppa Sudamericana: 1

River Plate: 2014
- Recopa Sudamericana: 2

River Plate: 2015, 2016
- Coppa Suruga Bank: 1

River Plate: 2015
- CONCACAF Champions League: 1

Monterrey: 2019